# Marco Cribari

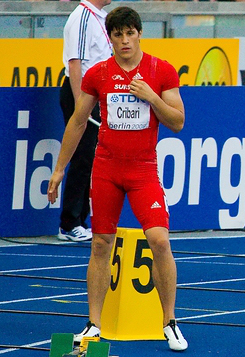
Marco Cribari bei den Weltmeisterschaften 2009

Marco Cribari (* 7. Juli 1985 in Zürich) ist ein ehemaliger Schweizer Leichtathlet. Der Sprinter startete für den LC Zürich und war mehrmals Schweizer Meister sowie mehrfacher Teilnehmer an internationalen Grossanlässen. Zudem ist er Mitinhaber des Schweizer Rekords der 4-mal-100-Meter-Staffel.
Bis er 18 Jahre alt war, spielte Cribari Fussball, dann konzentrierte er sich auf die Leichtathletik. An den Europameisterschaften 2006 nahm er am 200-Meter-Lauf teil und war dort Mitglied der Schweizer 4-mal-100-Meter-Staffel. 2007 belegte er an den U23-Europameisterschaften im 200-Meter-Lauf den fünften Rang und wurde Schweizer Meister im 100-Meter-Lauf. An den Weltmeisterschaften 2007 belegte er den 25. Rang über 200 Meter. 2008 wiederholte er seinen Erfolg an der Schweizer Meisterschaft über 100 Meter. An den Olympischen Sommerspielen 2008 in Peking schied er über 200 Meter im Vorlauf aus. Im darauffolgenden Jahr wurde er über 200 Meter Schweizer Meister und erreichte über die gleiche Distanz den Zwischenlauf an den Weltmeisterschaften 2009 in Berlin. Ende August des gleichen Jahres stellte er zusammen mit Pascal Mancini, Marc Schneeberger und Reto Amaru Schenkel mit einer Zeit von 38,78 s einen neuen Schweizer Rekord der 4-mal-100-Meter-Staffel auf, der knapp ein Jahr Bestand hatte. Ende Oktober 2009 trat er vom Spitzensport zurück, um sich auf sein Medizinstudium konzentrieren zu können. Er schloss aber eine Rückkehr zum Spitzensport nicht aus. Ende des Jahres wurde er zum Schweizer Leichtathleten des Jahres gewählt.

## Persönliche Bestleistungen
- 100-Meter-Lauf: 10,35 s, 28. Juli 2007 in Lausanne
- 200-Meter-Lauf: 20,54 s, 9. Juni 2007 in Genf
- 60-Meter-Lauf (Halle): 6,87 s, 17. Februar 2007 in St. Gallen